# Gyrinus grandis
Gyrinus grandis is een keversoort uit de familie van schrijvertjes (Gyrinidae). De wetenschappelijke naam van de soort is voor het eerst geldig gepubliceerd in 1817 door Sturm.